# Evolução da menopausa
A evolução da menopausa é um campo de estudo em que se busca investigar a razão do surgimento e permanência desse fenômeno em mulheres da espécie humana. A menopausa é resultado do declínio das funções reprodutivas de fêmeas, sendo caracterizada pela depleção de folículos nos ovários acompanhada da redução de secreção de hormônios ovarianos. Como consequência, há interrupção da ovulação e dos ciclos menstruais. A redução do número de folículos disponíveis ocorre de maneira consistente desde a infância, no entanto, há uma aceleração em idades próximas aos quarenta anos. Já para o homem, ocorre um declínio das funções reprodutivas paralelo ao de outros sistemas. Questiona-se, então, por que a senescência dos sistemas reprodutivos femininos ocorre mais rapidamente que a senescência dos demais sistemas em humanos e como se deu a história evolutiva da menopausa em nossa espécie.
A proporção de anos de vida pós reprodutiva de fêmeas adultas em humanos é maior do que em outras espécies, a qual costuma ser próxima a 0, incluindo em chimpanzés. Curiosamente, as baleias assassinas apresentam esta proporção muito parecida com a de humanos que vivem em condições de fertilidade natural (dados obtidos da população coletora-caçadora de Hadza) 
Algumas hipóteses apontam para o aumento da sobrevivência de crianças cujas avós estão presentes e podem contribuir com seus cuidados. Já outras questionam a proporção de mulheres que conseguem alcançar a menopausa vivendo em ambientes naturais e longe da medicina moderna, como em sociedades caçadoras-coletoras. Desta forma, mulheres teriam alcançado a menopausa apenas recentemente considerando a longa história humana de mais de 150 mil anos.
Outra discussão importante seria o do momento do aparecimento deste fenômeno. Provavelmente, isso teria acontecido entre 3,8 e 2,8 milhões de anos atrás (com o predomínio de Australopithecus afarensis). Durante esse período, o clima na Terra estava se tornando mais frio e seco, além de haver o surgimento das savanas, enquanto as mudanças nos hominínios incluíam aumento no tamanho do corpo e do cérebro. Houve também um aumento no período de infância, no qual o indivíduo pode desenvolver aspectos cognitivos e aprender com os mais velhos. Entretanto, os jovens são mais dependentes e vulneráveis. Sendo assim, o declínio da fertilidade possibilitaria a existência de um grupo sem filhos jovens, o que seria uma vantagem para a sobrevivência.

## A menopausa em outras espécies
Apesar de rara, a menopausa não é uma característica fisiológica exclusiva de fêmeas humanas. Até agora, duas outras espécies de mamíferos apresentam essa mesma característica: Orcinus orca, também conhecidas popularmente como baleias assassinas, e  Globicephala macrorhynchus, as baleias-piloto de barbatana curta. Há também evidências apontando que um evento de menopausa similar é presente em baleias belugas e narvais.
A presença dessa característica, como a origem evolutiva das espécies sugere, apresenta uma razão evolutiva por trás. Em relação a espécie humana, cientistas elaboraram algumas hipóteses para explicar o possível surgimento de tal característica, e como a menopausa poderia afetar a direção da evolução humana como um todo, como exemplo, hipóteses tal como a hipótese da mãe, hipótese da avó e hipótese do investimento encorpado. No que tange animais como as orcas, o motivo por trás de sua senescência reprodutivo poderia estar relacionado como o fato dos filhotes permanecerem ao lado da mãe durante toda a sua vida, desse modo, quanto mais velha e mais filhos ela possui, mais filhotes ficam ao seu redor, aumentando assim o número de indivíduos para alimentar. Além disso, quanto mais velha o animal, mais conhecimento sobre melhores locais com grande quantidade de alimento ela tem, podendo passar esse conhecimento para frente.
Podendo entrar na menopausa a partir dos trinta anos e podendo viver por mais de cem anos de idade, o caso das Orcas impressiona estudiosos. Somado a isso, estudos apontam que quando uma Orca mais velha reproduz no mesmo ano ou no seguinte que sua filha, a probabilidade de morte do filhote antes dos quinze anos aumenta significativamente. Vale ressaltar que, quando falamos de menopausa em animais tal como as Orcas, não estamos fazendo uma ligação direta com menstruação, como fazemos com as mulheres. Essa interrupção na fertilidade apresentada pelas Orcas foi concluída depois de pesquisadores notarem a presença de ovários atrofiados em fêmeas mais velhas. A menstruação como conhecemos em humanos, só foi notada em algumas espécies de primatas, como o macaco rhesus, chimpanzés, orangotangos e gorilas e alguns morcegos, estando relacionada com a regressão do corpo lúteo e a queda da progesterona, levando à morte celular e ao sangramento característico.

## Hipóteses
Diante do contexto evolutivo do aspecto da menopausa, cientistas levantaram a possibilidade de diferentes hipóteses para explicar a ocorrência desse fenômeno, que ainda é controverso na literatura. A razão pela qual fêmeas de algumas espécies cessam seu período reprodutivo muito antes do final de sua vida natural ainda guarda incertezas, especialmente por ocorrer em apenas um número muito pequeno de espécies em seu ambiente natural. É unânime, no entanto, que a prolongação da vida pós reprodutiva encontrada em fêmeas de humanos e de algumas espécies de mamíferos representa uma vantagem evolutiva que foi mantida ao longo da história natural das espécies. Nessa circunstância, os argumentos e proposições científicas que poderiam explicar a origem evolutiva da menopausa em humanos são reunidos na formulação de diferentes hipóteses que tentam explicar porque a senescência reprodutiva ocorre muito mais rápido do que o envelhecimento somático nesses grupos em relação a outros.
| Explicação proposta | Evidência que suporta | Evidência contraria |
| --- | --- | --- |
| Não adaptativas | | |
| (I) Humanos modernos simplesmente vivem mais, superando suas expectativas de vida | A expectativa de vida de ancestrais humanos era mais curta. Muitos animais de laboratório ou domésticos vivem além da expectativa de vida de animais selvagens                      | Humanos ancestrais viviam mais se alcançasse a maturidade. Além disso, não é explicado o porquê a duração do tempo de reprodução masculina é diferente da feminina. Outros animais não costumam apresentar uma interrupção consistente como vista em fêmeas humanas. |
| Adaptativas | | |
| (I) O efeito materno sugere que, em determinada idade é benéfico para a mulher evitar o risco de dar continuidade à reprodução e focar em cuidar dos filhos já existentes             | A reprodução para fêmeas humanas acarreta em um risco de mortalidade substancial e as crianças não são independentes até uma idade avançada                                         | A presença da mãe é essencial apenas para os primeiros anos de vida da criança e essa proposta não leva em conta a longevidade pós-reprodutiva que é observada |
| (II) O efeito da avó sugere que, em determinada idade é benéfico para a mulher evitar o risco de reprodução contínua e focar nos cuidados dos netos                                   | As mulheres mais velhas são provedores competentes em termos de cuidados e recursos. A idade precoce do desmame permite que outros cuidem das crianças                              | Tem se mostrado difícil demonstrar empiricamente que a avó é suficientemente importante para compensar a reprodução continuada |
| (III) As transferências intergeracionais se concentram na transferência de recursos que ocorre entre as gerações                                                                      | A descendência humana não é nutricionalmente independente até idades avançadas e as mulheres pós-reprodutivas têm excesso de recursos                                               | Assim como em outras propostas, é difícil de se provar empiricamente |
| (IV) As fêmeas tendem a se deslocar para grupos não relacionados, o que resulta em um aumento de parentesco relacionado à idade, predispondo aos benefícios da assistência aos idosos | Ajudar na criação dos filhotes é comum em mamíferos sociais e as fêmeas mais velhas são boas candidatas a ajudantes. Níveis muito baixos de sobreposição reprodutiva entre gerações | A história natural da vida humana é caracterizada por sua flexibilidade, então é pouco provável que qualquer estratégia, tal como transferência feminina entre grupos, tenha sido exclusiva                                                                          |

### Hipótese da mãe
A hipótese da mãe advém da ideia de que a evolução da menopausa em humanos se relaciona com evitar o risco de morrer durante o parto (o qual é maior em mulheres mais velhas) e garantir a sobrevivência do último filho, o que poderia explicar porque mulheres idosas cessam sua reprodução. Conjuntamente, se o macho deseja ter uma maior chance de sucesso reprodutivo, é mais provável que escolha uma fêmea mais jovem, uma vez que gravidezes em idades mais avançadas estão relacionadas com maiores chances de complicações durante o parto, e a morte materna compromete diretamente a sobrevivência dos filhos.
Essa hipótese, no entanto, se baseia nos custos (morte da mulher durante o parto) e não nos benefícios de se ter uma longevidade pós reprodutiva, o que não é suficiente para explicar a longa duração da vida pós reprodutiva de mulheres. Somado a isso, esse comportamento é diferente para outros primatas, como o chimpanzés, que preferem fêmeas mais velhas para o acasalamento. Outras hipóteses presumem que tanto a menopausa quanto a vida pós reprodutiva podem ter evoluído em conjunto como uma estratégia de alocação de recursos, deixando de alocar recursos para a reprodução diretamente, para favorecer a reprodução indiretamente, cuidando da prole e promovendo a longevidade, aumentando assim a fertilidade e sobrevivência dos netos.

### Hipótese da avó
Essa hipótese postula que, o aumento do sucesso reprodutivo de uma espécie de deve ao papel de apoio ao desenvolvimento da prole que as fêmeas mais velhas desempenham, como por exemplo fornecendo alimento após o desmame e contribuindo para a sobrevivência da prole até a idade adulta. Nesse sentido, as mulheres mais velhas do grupo, por não estarem sobrecarregadas com a fertilidade, podem ocupar-se em ajudar a encontrar comida, detectar predadores e resolver problemas, bem como evitar conflitos sociais. Dessa forma, a vantagem dessa assistência pós-reprodutiva desempenhada por avós, poderia exercer uma pressão seletiva positiva para a menopausa, entretanto, a relevância dessa vantagem sozinha ainda é insuficiente para ser apontada como a única explicação para o período de menopausa. Assim, a seleção para mulheres mais velhas para aumentar a longevidade estaria relacionada com o benefício da avó para a sobrevivência e fertilidade dos netos, uma vez que o crescimento de humanos é particularmente lento, de modo que a alocação de recursos físicos seria mais vantajoso, ao usar esses recursos para aumentar a condição e a fertilidade dos filhos e netos, em vez de aumentar o número de filhos.
A hipótese se baseia no fato de que a diferença entre nós, humanos, e os demais primatas com cuidado materno estendido não é no término da reprodução, mas na vida pós reprodutiva: a longevidade pós menopausa, portanto, parece ser a característica derivada da nossa espécie, e não o término precoce de nossa fertilidade. Com isso, se a longevidade humana foi estendida pela figura da avó, então a idade na maturidade deve ser adiada em conformidade; esse atraso indica que os ganhos de crescer e se desenvolver mais antes de se reproduzir valem a pena ao longo da idade adulta, incluindo ambos anos de procriação e anos de avó. Por fim, essa hipótese postula que as avós afetam o crescimento do bebê por mecanismos como: 1) alimentar a mãe que amamenta o bebê, acelerando seu crescimento e auxiliando com que atinjam a independência mais cedo; e 2) fornecendo comida aos bebês desmamados, permitindo que o desmame aconteça mais cedo. Se a hipótese da avó estiver correta, mulheres grávidas devem produzir bebês mais rápido do que o esperado pela contribuição das avós.
No entanto, existem algumas objeções à hipótese da avó para explicar a menopausa em seres humanos. Uma metanálise que analisou 17 diferentes estudos sobre a associação entre a sobrevivência dos avós e dos netos em populações patrilineares, ou seja, que se fundamentam na descendência paterna. Dentre os resultados da análise, foi encontrado que a sobrevivência da avó e do avô maternos, mas não paternos, estava associada com a redução da mortalidade dos netos. Isso vai de encontro com a hipótese de que a menopausa é justificada pelo papel da avó na criação, uma vez que inclui o avô materno no resultado, que não se beneficia da menopausa. No entanto, diversos fatores podem influenciar nesse resultado, uma vez que alguns dos estudos apontavam para uma associação benéfica das avós sempre maior do que dos avôs. Alguns fatores de influência (e possíveis viéses) para a conclusão do estudo são: a proximidade (física e emocional) dos avós com os filhos, competição de recursos locais, senescência dos avôs e confiança na paternidade da prole.

### Modelo do investimento incorporado
A hipótese do investimento encorpado (em inglês, embodied capital model) considera, assim como a hipótese da avó, que a evolução da menopausa se relaciona intrinsecamente com um mecanismo de alocação de recursos empregados durante a história natural desse carácter. Nesse sentido, a energia fisiológica do grupo passaria a ser destinada a promover a maior sobrevivência da prole, ao invés da reprodução em si, uma vez que o custo da reprodução aumenta com a idade (sobretudo devido a restrições fisiológicas), sendo mais vantajoso alocar tais recursos energéticos, cognitivos e fisiológicos para aumentar a condição de fertilidade dos filhos e netos ao invés de aumentar o número de filhos. Segundo essa hipótese, o desenvolvimento cognitivo dos mais velhos e a intensidade da habilidade do nicho de coleta de alimentos desempenham um papel essencial no desenvolvimento da população; em outras palavras, esse modelo hipotético considera a força, imunidade, coordenação, habilidades manuais e o conhecimento prático como os agentes evolutivos por trás do papel da menopausa em humanos.
Em relação a hipótese da avó, essa hipótese se difere também por se basear em um modelo que considera os dois sexos, enquanto na hipótese da avó, apesar de se relacionar fortemente com a ideia de alocação de recursos, não inclui os machos como forças participativas na direção da evolução dessa característica. No entanto, o principal empecilho em se confirmar essa hipótese reside na dificuldade de testar a afirmativa da hipótese, sobretudo em um modelo diplóide duplo-sexo, o qual nunca havia sido testado antes. Um estudo que analisou populações simuladas utilizando de redes neurais artificiais para modelar a evolução das decisões de alocação relacionadas à reprodução, descobriu que a presença dos avós é uma condição necessária para o surgimento de uma extensa vida pós-reprodutiva, esperada para os contextos apresentados tanto na hipótese da avó, quanto na hipótese do investimento encorpado, no entanto essa segunda hipótese prediz que os recursos cognitivos podem também ser necessários para explicar a evolução da menopausa humana, dessa forma, a menopausa não poderia surgir na história evolutiva da espécie sem levar em conta os benefícios tardios do investimento em alocação de recursos cognitivos.